# Ischgl
Ischgl (situat a 1.377 metres) és una ciutat de la vall de Paznaun a l'estat del Tirol austríac. La seva estació d'esquí Silvretta Arena Ischgl-Samnaun està connectada amb l'estació d'esquí de Samnaun a la frontera a Suïssa per formar una de les estacions d'esquí més grans dels Alps. Ischgl va ser un punt fort de la pandèmia coronavirus 2020 a Europa.